# بیگ‌کامرس
بیگ‌کامرس (انگلیسی: BigCommerce) شرکت الکترونیک آمریکایی است، که در سال ۲۰۰۹ تأسیس شد.